# Dražen Šćuri
General bojnik Dražen Šćuri (Vratišinec, 7. siječnja 1962.), bivši zapovjednik Hrvatskog ratnog zrakoplovstva i protuzračne obrane.

## Životopis
Brigadni general Dražen Šćuri pripadnik je OSRH-a od 1991. Obnašao je razne dužnosti u HRZ-u i PZO-u, od zapovjednika Eskadrile helikoptera, načelnika Odjela za operativne poslove Zapovjedništva HRZ-a i PZO-a do posljednje dužnosti, zamjenika zapovjednika HRZ-a i PZO-a. Diplomirani je inženjer prometa, a od vojnih škola završio je Zapovjedno-stožernu škole "Blago Zadro" i Ratnu školu "Ban Josip Jelačić", kao i nekoliko tečajeva u inozemstvu.

## Činovi
- Poručnik - 1983.[1]
- Natporučnik - 1985.[1]
- Satnik - 1989.[1]
- Bojnik - 1996.[1]
- Pukovnik - 1999.[1]
- Brigadir - 2003.[1]
- Brigadni general - 2009.[1]
- General bojnik - 2014.

## Odlikovanja
- Hrvatski trolist
- Medalja Bljesak
- Spomenica domovinske zahvalnosti za pet godina
- Medalja Oluja
- Spomenica Domovinskog rata
- Iznimni pothvati